# 膨張剤
膨張剤（ぼうちょうざい）は、パンや菓子類の生地をスポンジ状の多孔質にし、膨らませる作用を持つ食品添加物。膨張剤から発生した炭酸ガスやアンモニアガスが生地を膨らませる元になる。特に化学的膨張剤は、速成パンを調理する時に重宝される。
膨張剤を利用せずに、バターや卵白を撹拌（ホイップ）して細かな気泡を大量に生地に混ぜ込んで加熱する事で、生地中の空気を膨張させて膨らませる物理的な技法もある。また、シュークリームなどは生地中の水分を加熱によって気化させ、水蒸気の膨張作用によって生地を膨らませている。

## 膨張剤一覧
- 生物的膨張剤
  - イースト
- 化学的膨張剤
  - 単体膨張剤
    - 重炭安
    - 重曹

  - 複合膨張剤
    - ベーキングパウダー
    - イーストパウダー